# Соловьёв, Николай Георгиевич
Никола́й Гео́ргиевич Соловьёв (род. 6 декабря 1949, Растворово, Мещовский район, Калужская область, СССР) — советский и российский деятель следственных и правоохранительных органов, кандидат юридических наук, профессор, генерал-полковник юстиции (1999). Первый заместитель Министра внутренних дел Российской Федерации и руководитель Следственного комитета при Министерстве внутренних дел Российской Федерации (1999—2001). Первый заместитель Секретаря Совета безопасности Российской Федерации (2001—2004).

## Биография
Родился 6 декабря 1949 года в деревне Растворово Мещовского района Калужской области.
С 1969 по 1974 год обучался в Свердловском юридическом институте.
С 1974 по 1987 год работал в системе следственных органов Москвы в качестве следователя и руководителя следственного отдела Управления внутренних дел Кировского района.
С 1987 по 1992 год — руководитель Следственного управления Главного управления внутренних дел Москвы МВД СССР — МВД России.
С 1992 по 1995 год работал в должности помощника министра внутренних дел Российской Федерации генерала армии В. Ф. Ерина.
С 1996 по 1998 год находился на руководящей работе в центральном аппарате Совета безопасности Российской Федерации. С 1998 по 1999 год работал в центральном аппарате Министерства внутренних дел Российской Федерации в качестве — первого заместителя начальника Главного управления кадров МВД и первого заместителя начальника Следственного комитета при МВД.
В 1999 году Н. Г. Соловьёву было присвоено специальное звание генерал-полковник юстиции. С 1999 по 2001 год — первый заместитель министра внутренних дел Российской Федерации и руководитель Следственного комитета при МВД.
С 2001 по 2004 год — первый заместитель Секретаря Совета безопасности Российской Федерации генерал-полковника В. Б. Рушайло

## Награды и звания
- Орден «За заслуги перед Отечеством» IV степени
- Орден Почёта
- Заслуженный работник МВД[1][2][3]